# Józef Adamowicz (polityk)
Józef Adamowicz (ur. 18 marca 1936 w Bełżcu w ZSRR, zm. 25 stycznia 2016) – polski działacz partyjny i samorządowy, nauczyciel, w latach 1979–1981 I sekretarz Komitetu Miejskiego PZPR w Polkowicach, były prezydent Lubina.

## Życiorys
Syn Piotra i Antoniny. W 1966 został dyrektorem nowo utworzonej Zasadniczej Szkoły Handlowej w Lubinie. Wstąpił do Polskiej Zjednoczonej Partii Robotniczej. Od 1977 do 1979 był sekretarzem Komitetu Miejskiego PZPR w Lubinie, następnie od czerwca 1979 do czerwca 1981 pierwszym sekretarzem Komitetu Miejskiego PZPR w Polkowicach. W 1981 objął stanowisko prezydenta Lubina, zajmował je najpóźniej do 1984. W III RP zasiadał w radzie nadzorczej Dolnośląskiej Spółki Inwestycyjnej.